# Balinanje
Balinanje je družina iger s kroglami, ki je zelo popularna v Franciji in v Italiji, na Slovenskem pa se je začela igrati leta 1910.

## Ekipa

### Ligaška tekmovanja:
V vsaki ekipi je določeno maksimalno število igralcev glede na število disciplin. Klasične igra en igralec s štirimi kroglami, dva igralca igrata s po tremi kroglami, drugače pa z dvema kroglama. 
Poleg klasičnih iger se v okviru ligaških tekem izvajajo tudi tehnične discipline, pri katerih se cilje izbijanja postavlja na posebne tepihe (iz gume izdelan tapet). 
To so novejše discipline:  
- Hitrostno izbijanje (en tekmovalec)
- Štafetno izbijanje (dva tekmovalca)
- Precizno izbijanje (en tekmovalec)

### Prijateljska tekmovanja in turnirji:
Tekmuje se le v klasičnem balinaju, običajno pari ali trojke, izjemoma četvorke. Vsaka ekipa ima običajno po eno do dve rezervi.

Balinarska pravila se skozi čas spreminjajo in dopolnjujejo.

## Krogle
Krogle imajo premer med 9 cm in 11 cm, izdelane so iz kovinskih zlitin in so težke med 900g in 1200g. 
Balin ima 3,5- 3,7 cm premera in je lesen, enakomerno pobarvan ter brez izrezov.